# Bannmühle (Herzogenrath)
Die Bannmühle war eine Wassermühle an der Wurm in der Stadt Herzogenrath in der nordrhein-westfälischen Städteregion Aachen im Regierungsbezirk Köln.

## Geographie
Die Bannmühle hatte ihren Standort an der Wurm, an der Kleikstraße, in der Stadt Herzogenrath.  Das Mühlengebäude lag auf einer Höhe von ca. 105 m über NN. Oberhalb  der Bannmühle befanden sich die Pumpenkünste der Klosterrather Gruben,  unterhalb lag die Nivelsteiner Mühle.

## Gewässer
Die Wurm versorgte auf einer Flusslänge von 53 km zahlreiche Mühlen mit Wasser. Die Quelle der Wurm liegt südlich von Aachen bei 265 m über NN, die Mündung in die Rur ist bei der Ortschaft Kempen in der Stadt Heinsberg bei 32 m über NN. 

## Geschichte
Die Bannmühle gehörte zu Herzogenrath und hat in frühester Zeit mit großer Wahrscheinlichkeit als Versorgungseinheit für Burg und Stadt gedient. Die erste Erwähnung geht auf das Jahr 1550 zurück, als die Mühle in einem Stadtplan erscheint. Ob sie nun den Landesherren oder der Abtei gehörte ist unklar. In den Klosterrather Akten des 15./16. Jh. lag die Nutzung beim Kloster. Im Jahre 1766 ließ der Abt Haghen die Mühle von Grund auf erneuern. Im 18./19. Jh. wurde sie stolz Kaiserliche Bannmühle genannt, weil das Land Herzogenrath zuletzt nach Österreich gehört hat. Bei einer Bewertung der Liegenschaften wurde sie mit einem Netto-Ertrag von 750 Gulden/Jahr angesetzt und war damit das am höchsten eingeschätzte Objekt. 1866 wird die Bannmühle  als großer namhafter Betrieb amerikanischer Konstruktion  benannt. Im Jahre 1910 erwarb die Stadt Herzogenrath das Anwesen, das 1914 abgerissen wurde, um die schwierig gewordenen  Wasserabflüsse der Wurm im Stadtgebiet zu verbessern.

## Galerie

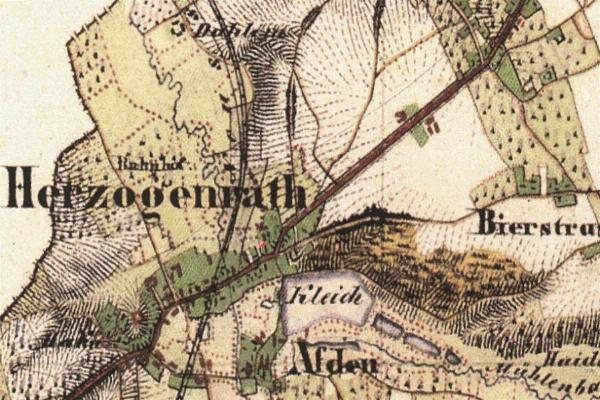
Herzogenrath auf der Uraufnahme von 1846
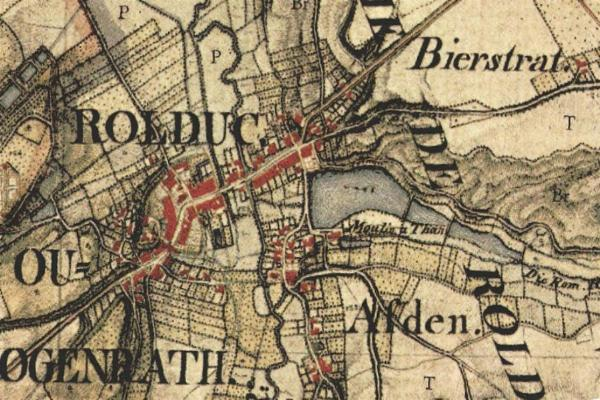
Herzogenrath auf der Tranchotkarte 1805